# Ève Périsset
Pour les articles homonymes, voir Périsset.
Ève Périsset, née le 24 décembre 1994 à Saint-Priest, est une footballeuse internationale française. Elle évolue au poste de défenseure latérale droite ou milieu de terrain au Racing Club de Strasbourg Alsace.
Formée à l'Olympique lyonnais, Périsset dispute ses premiers matches de haut niveau avec l'OL. Sous les ordres de Patrice Lair, elle remporte ses premiers titres de championne de France (2014, 2015, 2016) et trois Coupes de France (2014, 2015). C'est au Paris Saint-Germain qu'elle se révèle lors de la saison 2016-2017, invitée par Patrice Lair nommé entraîneur du PSG, à le rejoindre dans la capitale. Le technicien en fait la titulaire du côté droit de la défense qui remporte la Coupe de France 2018.

## Biographie

### Enfance et débuts au football
Native de Saint-Priest, Ève Périsset commence à jouer au football dans le club de l'AS Manissieux Saint-Priest en 2000, à l'âge de six ans. Elle est la sœur de David Périsset, stagiaire professionnel à l'Olympique lyonnais (OL),, international français moins de 16 ans en 2001, aux côtés notamment d'Olivier Giroud et Yoann Gourcuff. Leur père est aussi un ancien footballeur. À l’AS Manissieux, Ève fait ses premières classes jusqu’à ses quatorze ans en jouant avec les garçons.
En 2004, elle signe à l'AS Saint-Priest, le club principal de sa ville. Lors de la saison 2006-2007, Delphine Cascarino, future coéquipière à l'OL et en équipe de France, joue aussi à l'ASSP, mais pas dans la même catégorie (Ève est trois ans plus agée). En 2009, elles rejoignent toutes les deux l'OL.

### Formation et D1 avec l'Olympique lyonnais
En 2009, alors qu'elle va entrer au lycée, Ève part en sport-études à Lyon et intègre l'Olympique lyonnais, où, dès sa première saison à seulement quinze ans, elle joue avec la réserve lyonnaise en Division d'honneur (niveau régional), troisième échelon du football féminin français.
À la fin de ses années de sport-études, l’OL, qui est alors le meilleur club féminin de France et d’Europe, lui propose un contrat professionnel.
Le 7 novembre 2012, à 17 ans, Ève joue son premier match professionnel, lors du 1/8e de finale retour de la Ligue des champions contre le club russe Zorkiy Krasnogorsk au stade Gerland, après la victoire des lyonnaises 9-0 en Russie. Pour ce match, Patrice Lair fait rentrer Ève à la 78ème minute de jeu, en remplacement de Corine Petit. Il s'agit de son seul match de la saison 2012-2013.
Sur les 3 saisons suivantes, soit entre 2013 et 2016, Ève ne joue que 27 matchs supplémentaires pour un seul but. Elle est tout de même reconnu vainqueure de 3 Championnats de France, 3 Coupes de France et 1 Ligue des Champions.

### Révélation au Paris SG (2016-2020)
En 2016, la latérale droite rejoint le Paris Saint-Germain sous l'impulsion de Patrice Lair, qui l'a lancé en professionnel à Lyon quatre ans plus tôt. Elle signe pour deux saisons. Jessica Houara-d'Hommeaux fait le chemin inverse. Patrice Lair en fait une titulaire sur le côté droit de la défense.
Le 15 mai 2018, elle prolonge jusqu'en 2020 avec le PSG. Dès sa deuxième saison à Paris, Périsset remporte la Coupe de France avec le PSG en battant l'OL en finale (1-0).

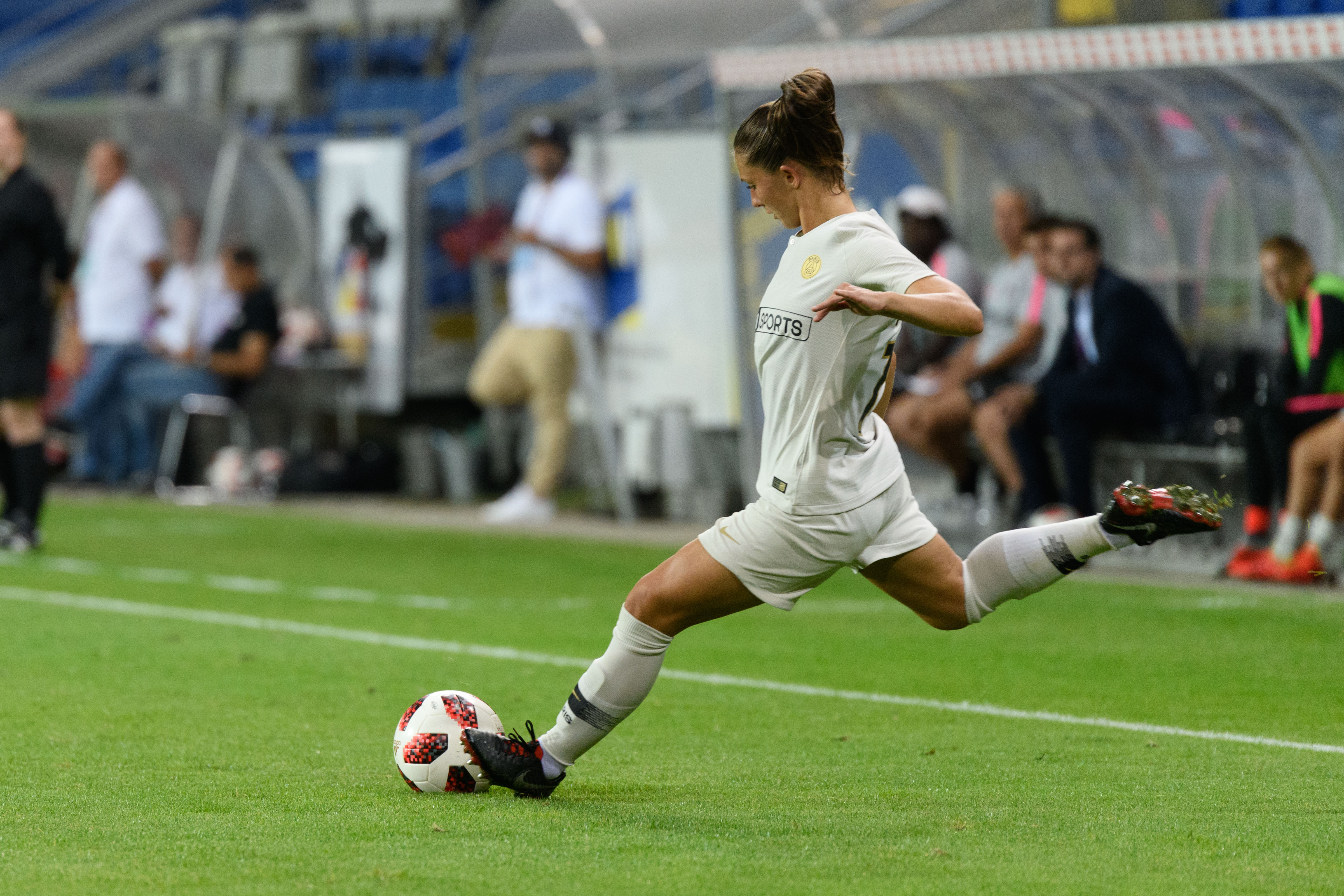
Ève Perisset avec le PSG en Ligue des champions en septembre 2018.

Lors de la saison 2018-2019, elle est déléguée-club (ambassadeur) de l'UNFP au sein du PSG, dont elle est devenue vice-capitaine de l'équipe de l'ex-sélectionneur national qui la lance en Bleue, Olivier Echouafni. La latérale droite est élue dans l’équipe-type de D1 au poste de latérale droit. Alors qu'elle dispute 21 rencontres de Championnat lors des deux saisons précédentes, elle n'en joue que 15 en 2018-2019, souvent freinée par un genou gauche douloureux.
De retour du Mondial 2019, Périsset souffre toujours de son genou à cause d'« un très gros déficit musculaire ». En accord avec les staffs technique et médical, Périsset sacrifie un mois de compétition pour se concentrer sur la guérison et le renforcement musculaire de son genou. Fin septembre, elle fait son retour comme titulaire à l'occasion des seizièmes de finale retour de la Ligue des champions face à Braga (0-0). Elle dispute alors un match sur deux pour se ménager, et débute lors du derby remporté à Fleury (2-0). Elle enchaîne lors de la septième journée de D1 chez l'Olympique de Marseille et marque son premier but depuis son retour, sur un centre-tir qui se loge dans la lucarne opposée phocéenne. Mi-avril 2020, la direction du PSG signifie à la joueuse de 25 ans qu'elle ne compte plus sur elle. Vice-capitaine, l'internationale française quitte le club parisien en fin de contrat, à la fin de la saison 2019-2020.

### Confirmation à Bordeaux (2020-2022)
Le 19 juin 2020, libre de tout contrat, Ève Périsset s'engage pour deux saisons avec les Girondins de Bordeaux. Dès sa première saison, Périsset participe à la première qualification européenne de l'histoire de l'équipe : le premier tour préliminaire de la Ligue des champions 2021-2022.
En Coupe d'Europe, Bordeaux passe le premier tour qualificatif avant d'être éliminé aux tirs au but par le VfL Wolsburg, double vainqueur de la compétition (2-3, 3-2 tab 0-3). Périsset rate le premier tir au but bordelais. Elle quitte le club au terme de son contrat, à l'été 2022.

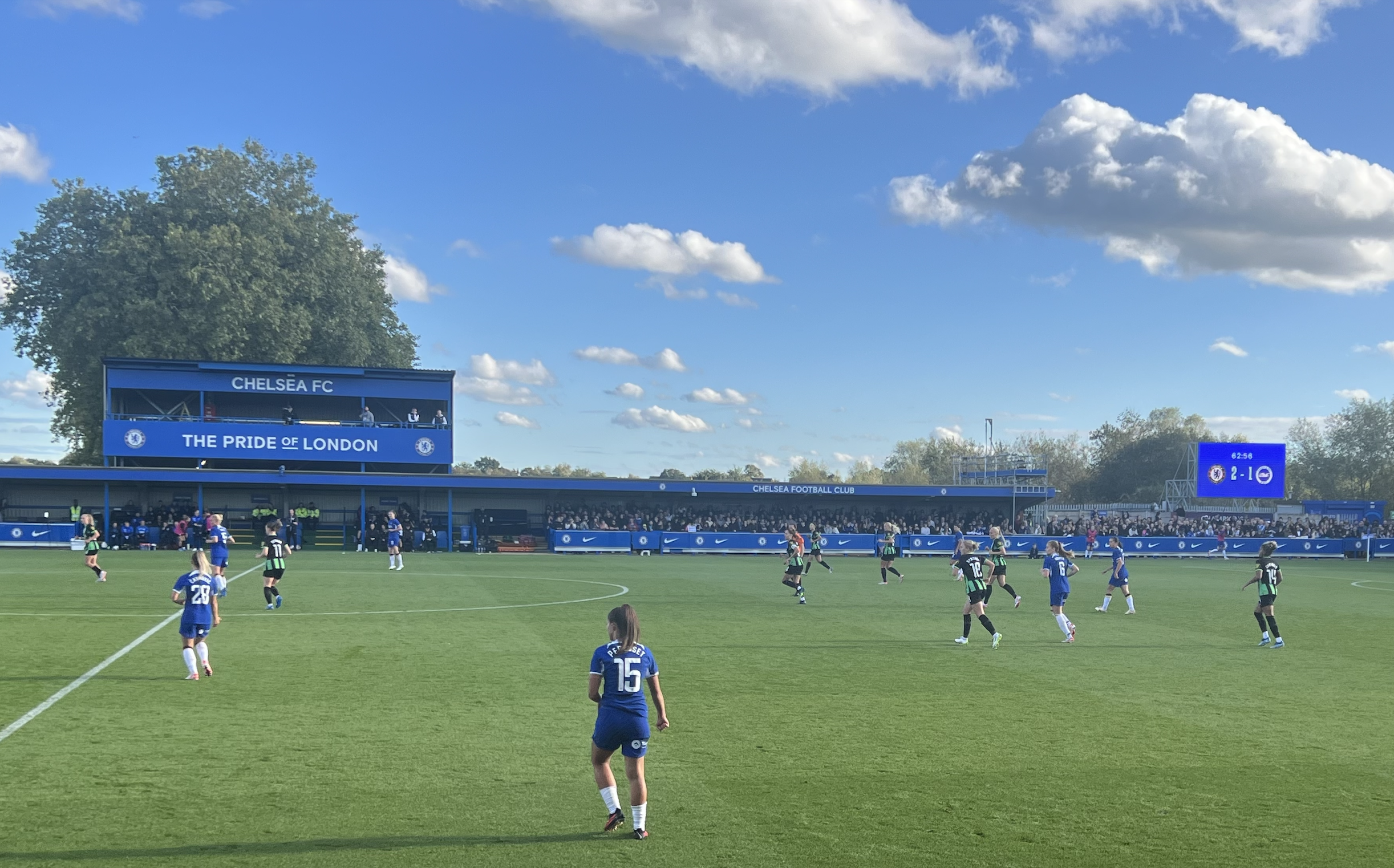
Périsset (n°15) avec Chelsea contre Brighton le 22 octobre 2023.

### Première Bleue à Chelsea (depuis 2022)
Le 8 juin 2022, en fin de contrat à Bordeaux, elle rejoint le quatrième club de sa carrière et le Chelsea FC pour trois saisons,. Prenant le numéro 15, elle devient la première joueuse française à porter le maillot des Blues,.

### En équipe nationale

#### Sélections jeunes
Avec les Bleuettes, Périsset termine à la troisième place du Mondial U20 en 2014.
Lors du championnat d'Europe 2017, au 3e match de qualification le 26 juillet 2017 contre la Suisse, elle reçoit un carton rouge à la 19e minute de jeu.

#### Équipe de France A
Dans la foulée de sa signature à Paris, Périsset connaît sa première sélection en équipe de France, en septembre 2016, sous les ordres d'Olivier Échouafni qui vient de succéder à Philippe Bergeroo.

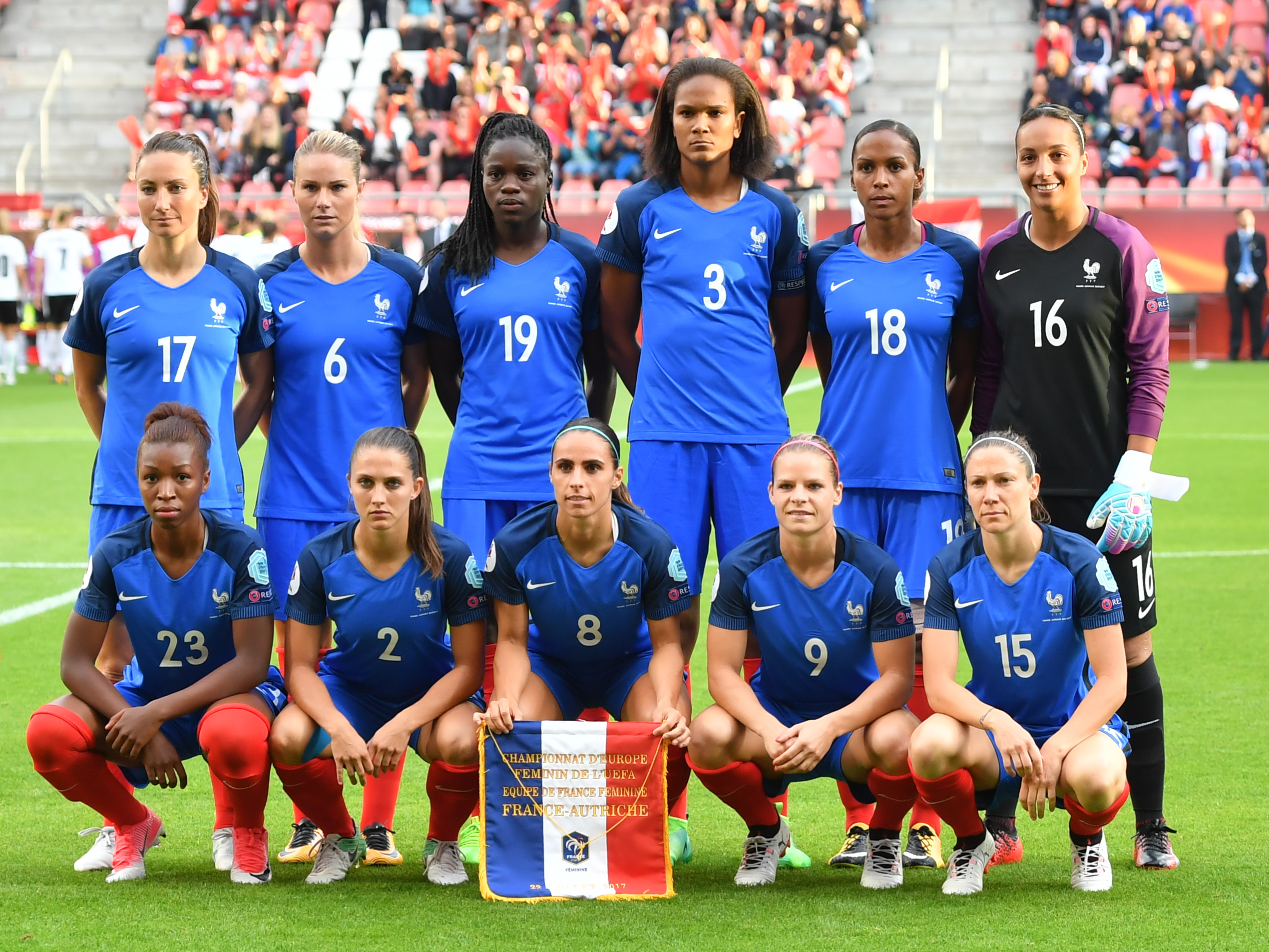
Périsset (no 2) à l'Euro 2017.

Périsset est sélectionnée à l'Euro 2017 par Échouafni. Lors du troisième match de poule contre la Suisse, Périsset est expulsée dès la 17e minute après une faute en position de dernier défenseur. Sur le coup franc qui suit la faute, les Françaises encaissent un but, avant d'égaliser et se qualifier en fin de match (1-1).
Échouafni est remplacé par Corinne Diacre qui lui préfère régulièrement la Montpelliéraine Marion Torrent même si Ève continue à être appelée. Vice-capitaine du PSG et dans l’équipe type de D1 2018-2019 au poste de latérale droite, Ève Périsset doit pourtant se contenter du statut de remplaçante en équipe de France, derrière Torrent.
En mai 2019, Diacre n'a gratifié Périsset que de quatre capes depuis son arrivée en août 2017, quand son prédécesseur Échouafni, qui la dirige alors à Paris, lui en offrait plus du double. Le 2 mai 2019, comptant alors treize sélections, Ève Périsset fait partie des 23 sélectionnées pour la Coupe du monde 2019,,. Elle est seulement remplaçante de Marion Torrent lors de la compétition. Périsset dispute trois matchs (116 minutes disputées) : deux en poules contre la Corée du Sud et le Nigeria (titulaire) puis le huitième-de-finale contre le Brésil.
Lorsqu'elle quitte le Paris SG à l'été 2020, Périsset compte 19 sélections. Le 1er décembre 2020, au stade de la Rabine de Vannes, elle marque son premier but en sélection à la 33e minute, face au Kazakhstan. Les Bleues s’imposent sur le score fleuve de 12-0.
Fin octobre 2021, les Bleues affrontent l'Estonie en qualifications pour la Coupe du monde 2023 et Périsset est préférée à Marion Torrent pour le flanc droit de la défense. Lors de son passage à Bordeaux, Ève redevient titulaire à droite de la défense française. En novembre 2021, Périsset confie que Corinne Diacre lui « dit qu'il fallait que je prenne plus d'initiatives, parce que j'avais des responsabilités en club, et elle aimerait que j'en prenne aussi en sélection ».
Ève Périsset est sélectionnée pour participer au Championnat d'Europe 2022 en Angleterre,. Elle compte 34 sélections avant la compétition et, pour la première fois à 27 ans, entame une compétition internationale dans la peau d’une titulaire. Lors des prolongations en quart de finale contre les Pays-Bas, elle tire le penalty à la place de Wendie Renard, habituelle tireuse. Renard toujours sur le terrain, Périsset explique : « je suis numéro deux, mais on s'est concertées avec Wendie, et comme il y a certaines Lyonnaises parmi les Néerlandaises qui la connaissent bien, j’ai dit OK ». L'arrière droit inscrit le seul but de la rencontre et permet à l'équipe de France de se qualifier pour les premières demi-finales en dix ans, face à l'Allemagne.

## Style de jeu
Ève Périsset offre de la fiabilité défensive, en s'appuyant sur son gros volume de jeu, et la précision de ses centres. Ève Périsset est une leader de jeu, avec sa hargne communicatrice et sa qualité de pied, plutôt discrète dans un groupe mais très respectée pour sa franchise.

## Statistiques
Le tableau suivant présente, pour chaque saison, le nombre de matchs joués et de buts marqués dans le championnat national, en Coupe de France (Challenge de France) et éventuellement en compétitions internationales. Le cas échéant, les sélections nationales sont indiquées dans la dernière colonne.
| Saison                | Club                  | Championnat           | Championnat | Championnat | Coupe(s) nationale(s) | Coupe(s) nationale(s) | Compétition(s) continentale(s) | Compétition(s) continentale(s) | Compétition(s) continentale(s) | France | France | Total | Total |
| Saison                | Club                  | Division              | M.          | B.          | M.                    | B.                    | Comp.                          | M.                             | B.                             | M.     | B.     | M.    | B.    |
| 2012-2013             | Olympique lyonnais    | D1                    | -           | -           | -                     | -                     | C1                             | 1                              | -                              | -      | -      | 1     | 0     |
| 2013-2014             | Olympique lyonnais    | D1                    | 6           | -           | 3                     | 1                     | C1                             | 1                              | -                              | -      | -      | 10    | 1     |
| 2014-2015             | Olympique lyonnais    | D1                    | 10          | 1           | 2                     | -                     | C1                             | -                              | -                              | -      | -      | 12    | 1     |
| 2015-2016             | Olympique lyonnais    | D1                    | 2           | -           | 2                     | -                     | C1                             | 2                              | -                              | -      | -      | 6     | 0     |
| Sous-total            | Sous-total            | Sous-total            | 18          | 1           | 7                     | 1                     | -                              | 4                              | 0                              | 0      | 0      | 29    | 2     |
| 2016-2017             | Paris Saint-Germain   | D1                    | 21          | 3           | 6                     | 1                     | C1                             | 9                              | -                              | 6      | -      | 42    | 4     |
| 2017-2018             | Paris Saint-Germain   | D1                    | 21          | 2           | 6                     | 1                     | -                              | -                              | -                              | 5      | -      | 32    | 3     |
| 2018-2019             | Paris Saint-Germain   | D1                    | 15          | 2           | 2                     | -                     | C1                             | 5                              | -                              | 7      | -      | 29    | 2     |
| 2019-2020             | Paris Saint-Germain   | D1                    | 14          | 1           | -                     | -                     | C1                             | 1                              | -                              | 1      | -      | 16    | 1     |
| Sous-total            | Sous-total            | Sous-total            | 69          | 8           | 14                    | 2                     | -                              | 15                             | 0                              | 19     | 0      | 117   | 10    |
| 2020-2021             | Girondins de Bordeaux | D1                    | 21          | -           | 2                     | -                     | -                              | -                              | -                              | 7      | 1      | 30    | 1     |
| 2021-2022             | Girondins de Bordeaux | D1                    | 18          | 3           | 1                     | -                     | C1                             | 4                              | -                              | 9      | 2      | 32    | 5     |
| Sous-total            | Sous-total            | Sous-total            | 39          | 3           | 3                     | 0                     | -                              | 4                              | 0                              | 16     | 3      | 62    | 6     |
| Total sur la carrière | Total sur la carrière | Total sur la carrière | 126         | 12          | 25                    | 3                     | -                              | 23                             | 0                              | 35     | 3      | 209   | 18    |

## Palmarès

### En club
Ève Périsset possède le palmarès nationale suivant : quatre titres de championne de France (2014, 2015, 2016), quatre Coupes de France (2014, 2015, 2016, 2018) et une Ligue des champions (2016).
- Championne de France : 2014, 2015 et 2016 (Olympique lyonnais)
- Vainqueure de la Coupe de France : 2014, 2015, 2016 (Olympique lyonnais) et 2018 (Paris Saint-Germain)
- Vainqueure de la Ligue des champions UEFA : 2016 (Olympique lyonnais)
- Finaliste du Challenge National U19 : 2013 (Olympique lyonnais)
- Championne de France de Division 3 : 2010 (Olympique lyonnais B)
- Championne de DH Rhône-Alpes : 2012 et 2013 (Olympique lyonnais B)
- Vice-championne de DH Rhône-Alpes : 2011 (Olympique lyonnais B)
- Vainqueuse de la FA Cup : 2023 (Chelsea).
- Championne d'Angleterre : 2023 et 2024 (Chelsea)
- Finaliste de la FA WSL Cup : 2024 (Chelsea)[28]

### En sélection
- France U20
  - Troisième de la Coupe du monde des moins de 20 ans : 2014 au Canada
- France U16
  - Quatrième de la Nordic Cup : 2009 en Suède